# Gustav Schneider (Regierungspräsident)

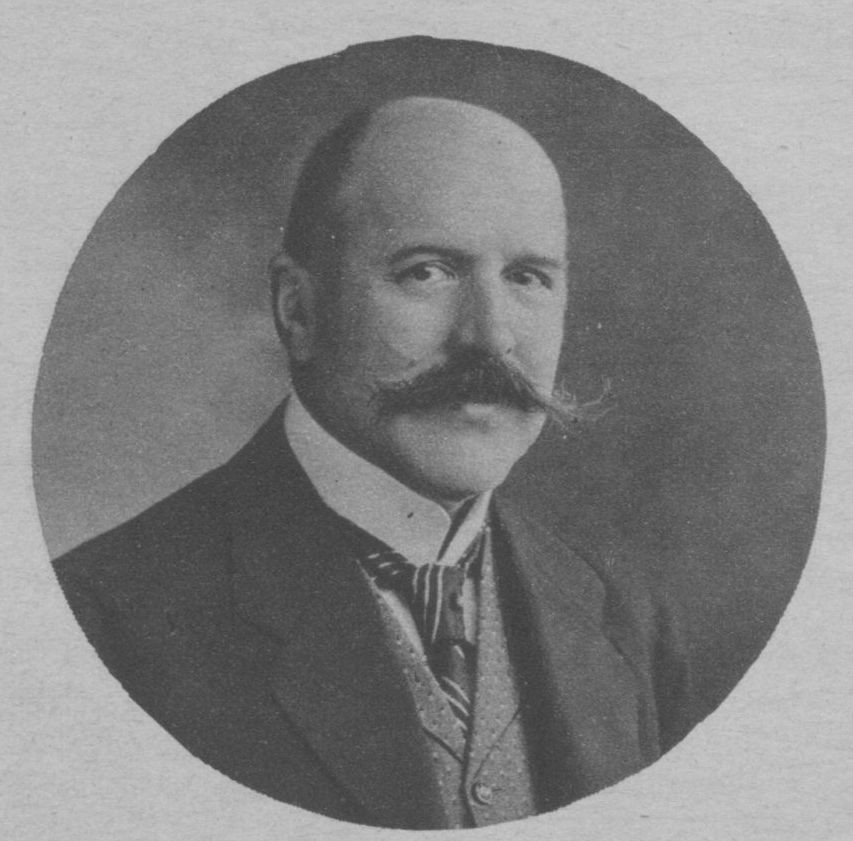
Gustav Schneider, um 1915

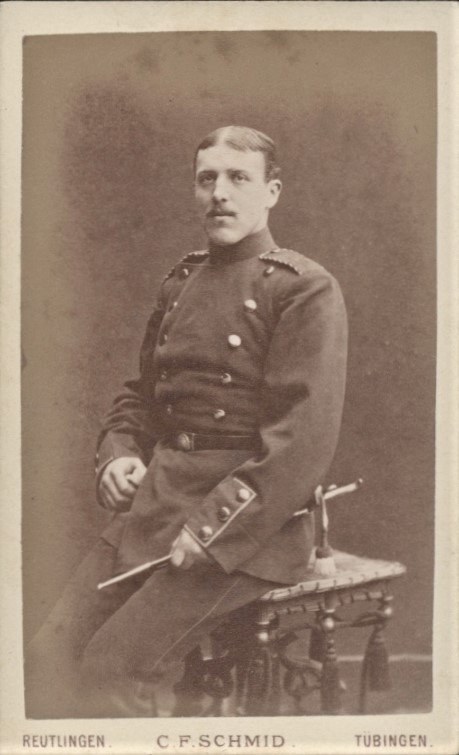
Gustav Schneider (1879)

Gustav Conrad Schneider (* 24. Dezember 1857 in Magdeburg; † 24. Dezember 1931 in Tübingen) war ein deutscher Verwaltungsjurist, zuletzt Regierungspräsident in Schleswig. 

## Familie
Schneider war ein Sohn des Kommerzienrats Gustav Schneider aus Magdeburg und seiner Frau Fanny geb. Sickel. 1887 heiratete er Marianne Ziegler, eine Tochter des Magdeburger Kommerzienrats und Bankiers Ottokar Ziegler und der Hedwig geb. Wagenführ.

## Leben
Nach dem Besuch der Klosterschule Ilfeld, auf der er 1878 die Reifeprüfung ablegte, studierte Schneider Rechtswissenschaften an der Universität Tübingen und wurde dort 1879 Mitglied des Corps Suevia Tübingen. 1879/80 leistete er seinen Dienst als Einjährig-Freiwilliger im Infanterie-Regiment Nr. 25. 1882 legte er das Referendarexamen ab und wurde als Gerichtsreferendar in Magdeburg beschäftigt. Nach dem Wechsel in die allgemeine Verwaltung war er Regierungsreferendar in Hannover, Calbe/Saale, Magdeburg und Königsberg i. Pr. 1887 bestand er das Assessorexamen. Er war Regierungsassessor in Köslin, 1890 bis 1899 Landrat im Landkreis Bleckede und ab 1899 Regierungsrat beim Oberpräsidium in Hannover. 1904 wurde er zum Reichskommissar für die Typhusbekämpfung in Saarbrücken ernannt. 1908 wechselte er als Vortragender Rat ins Ministerium des Innern. Zuletzt amtierte er ab 1915 als Regierungspräsident in Schleswig. 1919 zur Disposition gestellt, trat er 1923 in den Ruhestand. Seit 1920 lebte er in Tübingen.